# 岡田宏明
岡田 宏明（おかだ ひろあき、1932年10月5日 - 2004年2月13日）は、文化人類学者。
東京出身。東京大学教養学部文化人類学卒。1955年同大学院生物系研究科人類学博士課程退学。北海道大学北方文化研究所助教授、教授、文学部教授、96年定年退官、名誉教授、北海学園大学人文学部教授。2001年退任。妻も文化人類学者の岡田淳子（あつこ）。

## 著書
- 『文化と環境 エスキモーとインディアン』北海道大学図書刊行会 1979
- 『北の文化誌 雪氷圏に生きる人々』アカデミア出版会 ホミネース叢書 1994

共編著
- 『北の人類学 環極北地域の文化と生態』岡田淳子共編著 アカデミア出版会 人間の探検シリーズ 1992

### 翻訳
- マーストン・ベイツ『森と海の生態』時事通信社 時事新書 1963
- モンテギュー『人類の百万年 人類学入門』鈴木満男共訳 社会思想社 現代教養文庫 1968
- D.プライド『ヌナーガ エスキモーと暮した十年』平凡社 1974

## 論文
- ＜岡田宏明